# Grant Park

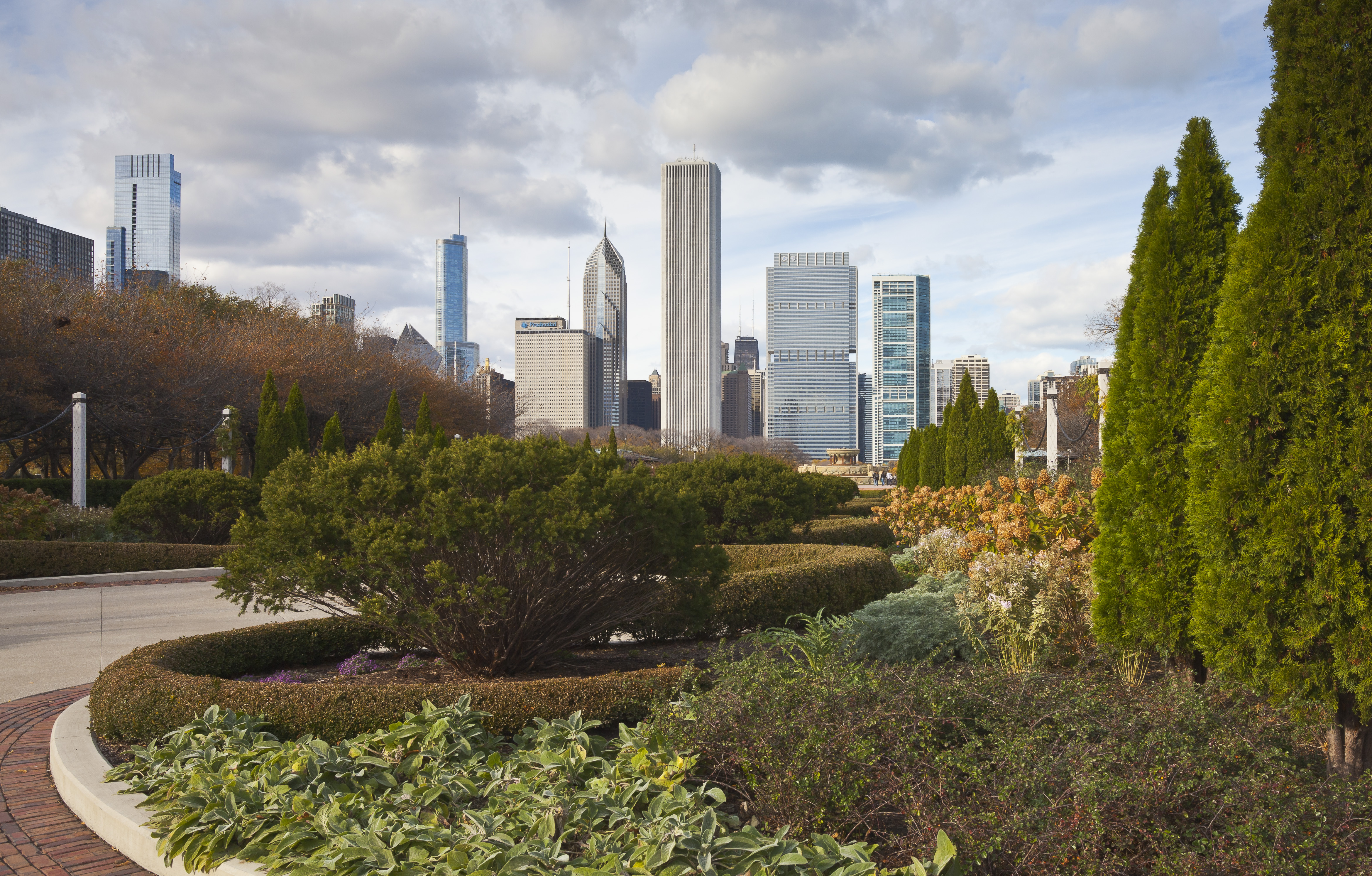
Grant Park, 2012

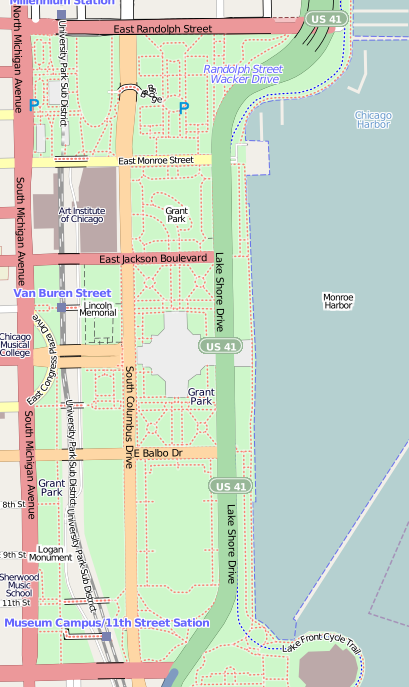
Eine Karte des Grant Parks

Der Grant Park ist ein großer städtischer Park im Bereich des Chicago Loop und wird im Norden von der Randolph Street, im Süden durch die Roosevelt Road und den McFetridge Drive, im Westen durch die Michigan Avenue und im Osten durch den Lake Michigan begrenzt. Der Park, der inmitten von Chicagos Geschäftszentrum liegt, beherbergt Attraktionen wie den Millennium Park, den Buckingham-Brunnen und das Art Institute of Chicago. Der Park, der ursprünglich Lake Park hieß, wurde im Jahr 1901 zu Ehren von Ulysses S. Grant, dem Oberbefehlshaber des US-Heeres im Sezessionskrieg und von 1869 bis 1877 der 18. Präsident der Vereinigten Staaten von Amerika, umbenannt. Der Park, der auch Chicagos Vorgarten genannt wird, wird durch den Chicago Park District unterhalten.

## Attraktionen

### Millennium Park
In der nordwestlichen Ecke des Grant Park liegt der zwischen 1998 und 2004 zur Feier des Millenniums erbaute Millennium Park. Der Millennium Park beherbergt Attraktionen wie den Jay Pritzker Pavilion, die Cloud Gate, die Crown Fountain, den Lurie Garden und andere Attraktionen. Über die BP Pedestrian Bridge und den Nichols Bridgeway ist der Millennium Park mit anderen Teilen des Grant Park verbunden.

### Daley Park
Über die BP Pedestrian Bridge gelangt man vom Millennium Park zur nordöstlichen Ecke des Grant Park zum Daley Bicentennial Plaza. Die Sehenswürdigkeiten hier sind: Gärten, Sommer- und Winter-Eislaufbahnen, Tennisplätze und Schachtische.

### Art Institute of Chicago
Am westlichen Rand des Grant Park liegt das im Jahr 1893 erbaute Art Institute of Chicago, eines der führenden Kunstmuseen und Kunsthochschulen in den Vereinigten Staaten. Es ist vor allem für die umfangreiche Sammlung impressionistischer und amerikanischen Kunst bekannt. Die School of the Art Institute of Chicago verfügt über Einrichtungen in der südöstlichen Ecke des Museumskomplexes.